# 行田市消防本部
行田市消防本部（ぎょうだししょうぼうほんぶ）は、埼玉県行田市の消防部局（消防本部）。管轄区域は行田市全域。

## 概要

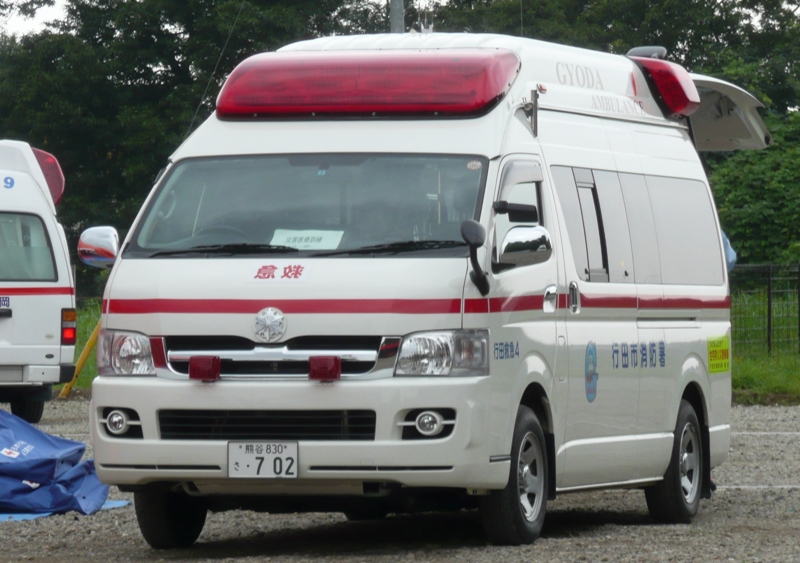
救急車

- 消防本部：行田市大字長野4389-1
- 管内面積：67.37km2
- 職員定数：102人
- 消防署1カ所、分署2カ所
- 主力機械（2020年4月1日）
  - 消防ポンプ自動車：5
  - 水槽付き消防ポンプ自動車：4
  - 化学消防自動車：1
  - 救助工作車：1
  - 屈折はしご付消防自動車：1
  - 積載車：1
  - 救急自動車：5
  - 指揮車：1
  - 広報車：1
  - 査察車：2
  - 事務連絡車：5

- 救急車

## 沿革
- 2011年10月 - 指令設備の老朽化に伴い、消防通信指令事務を熊谷市消防本部と統合し、同消防本部「高機能消防指令センター」による共同運用に移行[1]

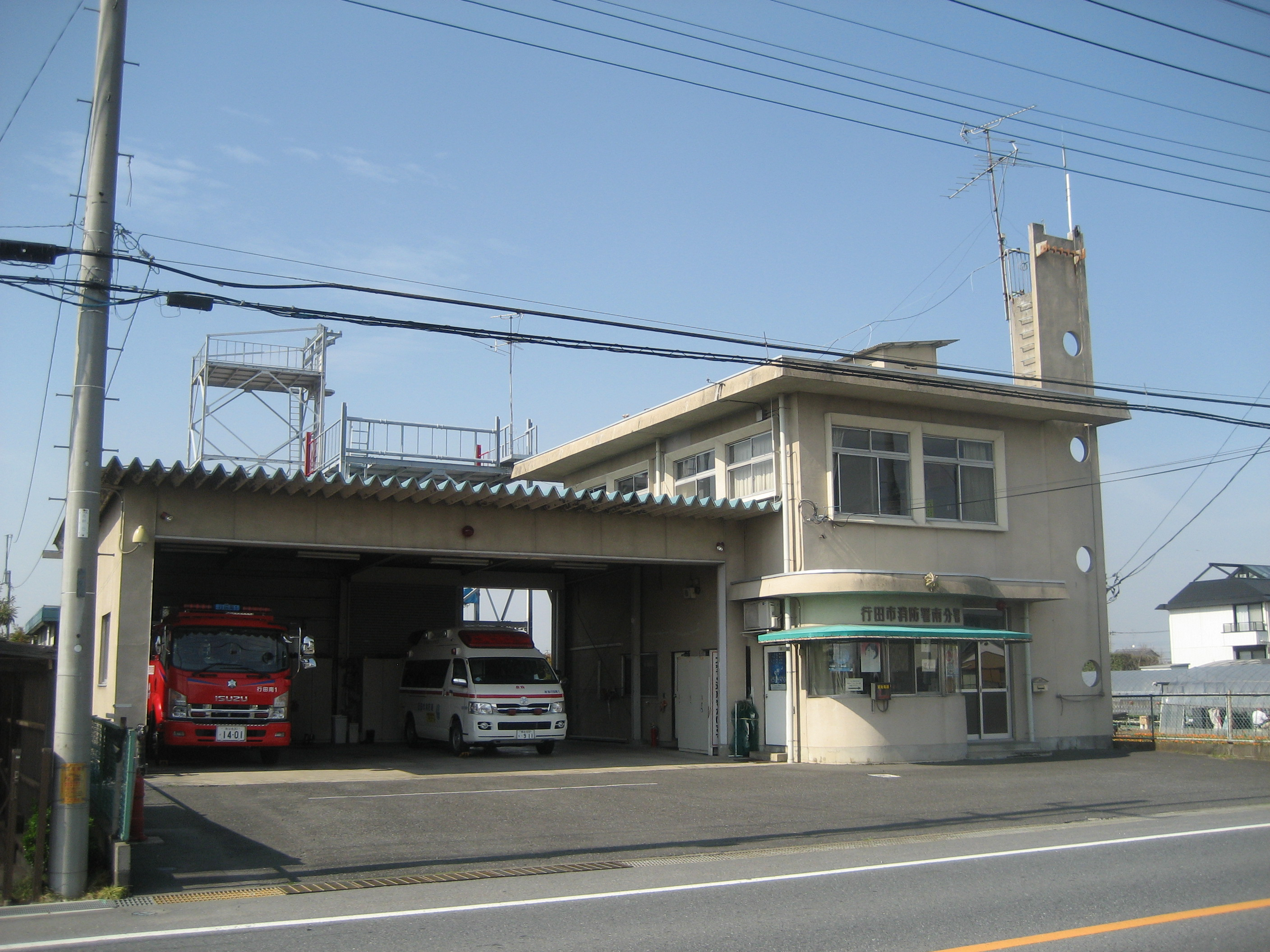
旧南分署

- 2023年3月31日 - 消防署所再編に伴い、南分署を閉鎖[2]

## 組織
- 本部 - 総務課、予防課
- 消防署

## 消防署
| 名称         | 消防署建物 | 所在地         | 分署 | 分署           | 所在地        |
| 名称         | 消防署建物 | 所在地         | 名称 | 分署建物       | 所在地        |
| ------------ | ---------- | -------------- | ---- | -------------- | ------------- |
| 行田市消防署 |            | 大字長野4389-1 | 西   |                | 大字持田876-1 |
| 行田市消防署 | 北         | 大字長野4389-1 |      | 大字斉条1132-1 |               |